# مارسيل غرانوييرس

## روابط إضافية
- مارسيل غرانوييرس على موقع رابطة محترفي التنس (الإنجليزية)
- مارسيل غرانوييرس على موقع الاتحاد الدولي لكرة المضرب (الإنجليزية)
- مارسيل غرانوييرس على موقع كأس ديفيز (الإنجليزية)
- مارسيل غرانوييرس على موقع خلاصة التنس.كوم (الإنجليزية)
- مارسيل غرانوييرس على موقع إي إس بي إن.كوم (الإنجليزية)
- مارسيل غرانوييرس على موقع اللجنة الأولمبية الدولية (الإنجليزية)
- مارسيل غرانوييرس على موقع أوليمبيديا (الإنجليزية)
- مارسيل غرانوييرس على موقع AS.com (الإسبانية)
- Granollers Recent Match Results
- Granollers World Ranking History